# シドニー・ロビンソン
シドニー・ロビンソン（Sidney John Robinson、1876年8月1日 - 1959年2月3日）は、20世紀初頭に活躍したイギリスの元陸上競技選手。中距離種目を得意としていた。
1900年パリオリンピックに出場。フランスとの2チームで争われた5000m団体では、個人では6番目にゴールし、イギリスの金メダルに貢献。さらに2500m障害ではカナダのジョージ・オートン(George Orton)についで銀メダルを獲得。4000m障害でも同僚のジョン・リマー(John Rimmer)、チャールズ・ベネット(Charles Bennett)に次いで銅メダルを獲得した。